# Dějiny Louky (okres Hodonín)
Dějiny obce Louka, která se nachází v okrese Hodonín v Jihomoravském kraji, začínají již v pravěkých dobách, kdy bylo podle archeologických nálezů toto území podél vodního toku řeky Veličky osídleno. První písemná zmínka o obci Louka pochází z roku 1046.

## Nejstarší období
Z období pravěku byly v Louce nalezeny kosterní pozůstatky s hraněným sekeromlatem. O existenci osídlení této lokality ve starověku svědčí nález pohřebiště z mladší doby železné (kultura halštatská) a to v údolí říčky Veličky. A přestože nám další doklady až do období slovanského osídlení oblasti chybí, nebudeme se zabývat otázkou, zda na území Louky Keltové nebo Germáni žili. Předpokládat můžeme, že v Louce bylo osídlení v devátém století o čemž svědčí odkryté slovanské kosterní pohřebiště, které se našlo při stavbě železniční tratě.
K utváření obce Louky mohlo docházet od počátku osidlování tohoto kraje Slovany. První zmínka o obci se tedy datuje do roku 1046, kdy je obec, nazvaná podle přírodních poměrů (Na Luce, Lokos, Lauka) zmiňována v zakládací listině staroboleslavské kapituly. Touto listinou daroval právě této kapitule Břetislav I. vesnice v Čechách a na Moravě.
Louka, jež se nacházela v tzv. Lucké provincii, ležela na důležité cestě vedoucí z Prahy přes Měnín, později přes Brno, Uherský Ostroh, Blatnici, Louku, a slovenskou Senici dále do Uher. Přes Louku mohla vést i obchodní cesta ze slovenských Vrbovců přes Javorník, Velkou nad Veličkou a Blatnici, až k Uherskému Brodu a mohla ji chránit královská jednotka umístěna někde na území Louky. Z kroniky zakládající listina: "Kolají, která šla z Uherského Ostrohu, tehdy zván Insula, neboli Ostrov." Na této cestě bylo zvlášť významné místo Locos, kde se říčka spojovala s cestou v úzkém údolí. Na tomto místě byl postaven hrádek mezi léty 1028-1029.
Prvním, který tento dřevěný hrádek vedl byl Václav nebo Vacek. Když se podíváme na mapu, nemohlo to být žádné jiné místo než území Louky. Již uváděné opevněné místo vojenské posádky bylo v prostorách dnešního bývalého mlýna a dnes chátrající tvrze (sýpky). Roku 1099 připomíná děkan Kosmas,že Břetislav II. se sešel s uherským králem Kolomanem na schůzce. Popisuje se, že se sešli na Loučské loučce u stejnojmenné tvrze a to se jedná o tvrz na moravskouherském pomezí. Zde byla mezi nimi ujednaná dohoda o tom, že Moravané nebudou podporovat Kolomanova bratra Almuše.
Další zpráva hovoří o obci Louka ve spisech Vencencinovým, který popisuje bitvu Čechů ,Moravanů a Němců s Uhry v letech 1008 – 1009. Píše o tom současně i kronikář Kosmas, který uvádí, že Maďarů padlo více než v památné bitvě na řece Lechu v roce 955. Mimo jiné píše, že v té době byla tvrz Louka i ves vypálena, ale brzy zase ještě lépe vystavěna. Území tzv. Lucké provincie se rozprostíralo mezi řekou Olšavou a dolním tokem Moravy na straně Moravské a Váhem na straně slovenské.
Kraj nepatřil ani Českému ani Uherskému státu. Ale proto, že územím vedly důležité obchodní stezky, bývaly o tento prostor vedeny neustálé spory. Definitivní připojení Lucké provincie k českému státu a stanovení pevné hranice, bylo po porážce, kterou utrpěl v bitvě u Kressenbrunnu dne 12. července 1260 Béla IV. od Přemysla Otakara II. po kumánských válkách. Po této bitvě byla posílena vojenská jednotka v Louce láníky, kteří se měli účastnit s Přemyslem Otakarem II 26. srpna 1278 i bitvy na Moravském poli.
V následujících stoletích je však o Louce slyšet mnohem méně. Ve 13. století se nestala střediskem ani městem s opěrným bodem a nebyl tu ani vystavěn kostel. Není známo, proč se zmínky o Louce vytrácí, je ale možné, že po porážce Přemysla Otakara II. na Moravském poli došlo k úpadku obce (např. vypálení).
Z dalších pramenů je zřejmé, že od 11. století do poloviny 13. století náležela celá Lucká provincie i s obcí Louka různým, často se střídajícím feudálním majitelům, jejichž konkrétní jména však nejsou známa.
Od poloviny 13. století se v regionu vytvářela velká panství. Veselské nejdříve drželi páni z Horky, dále potom Vartenberkové a po nich v letech 1337 až 1447 Šternberkové.

## Od 15. do 17. století
Po krátké klidnější době v počátku 15. století trpí obyvatelé Louky a jejího okolí pro sympatie svých feudálů k husitství, které se rozšířilo na panství veselské, ostrožské i strážnickém. Vojska Zikmunda Lucemburského v čele s velitelem Pipo Spanem z Ozory vtrhla v říjnu 1421 na Moravu, kde dobývala husitskou pevnost u Nedakonic i Ostroh. Ničila a vypalovala zde vesnice patřící odbojným šlechticům. Vojska neušetřila nikoho a ničeho. V dubnu 1422 se nájezdy opakovaly. Zikmund dobyl Veselí. Své posádky zanechal i v sousední Blatnici.
Tyto válečné akce poznamenaly i Louku. K roku 1425 přešli na Zikmundovu stranu výše uvedení feudálové, čímž byli zvýhodněni. Navíc zabíráním církevního majetku nebo jiným způsobem bohatli, kdežto lid chudl a trpěl za ně dál.
Tímto krajem táhla na Slovensko i vojska husitská. Poprvé v roce 1423. Roku 1428 se husité shromažďovali u Veselí. Roku 1430 plenil hrůzně jižní Moravu rakouský vévoda Albert.
Ještě více utrpení zažili obyvatelé Louky za válek česko-uherských v letech 1467 – 1478, které vedl Jiří z Poděbrad a jeho syn Viktorin s Matyášem Korvínem. Uherští tento kraj pustošili v roce 1467.
Roku 1468 probíhaly boje u Veselí a Strážnice, které Matyáš dobyl. Roku 1470 proběhly bitvy u Uherského Ostrohu a Uherského Hradiště, které se ještě opakovaly v letech 1473 a 1474. Za těchto válek byla Louka vylidněna a rozvoj zastaven.
V době husitských válek patřilo Veselské panství i s Loukou nejdříve císařskému vojevůdci Ctiborovi ze Ctibořic (1423-1428), potom litevskému knížeti Fridrichovi (1428-1435), dále pak loupeživému rytíři Blačovi z Borotína (1435-1441), pak opět Šternberkům.
Roku 1447 kupuje Veselské panství od Šternberků Mikuláš z Vojslavic zvaný Něpr. Páni z Vojslavic neudrželi dlouho vládu. Brzy nastal rozpad. Po smrti Mikuláše otce obdržel syn Mikuláš město Veselí, Zarazice, Písek, Kuželov a Krnov. Synovi Václavovi připadl statek v Louce i s Loukou. Pomocí zvláštního dědictví se stal vlastníkem druhé poloviny panství Veselského Heřman z Vojslavic. A tak se Louka ke konci 15. století stává budoucí součástí panství ostrožského.
Jan z Kunovic roku 1493 přičleňuje ke svému kunovickému panství i loucký statek s Loukou, dále Kuželov, část Strání, Hroznovou Lhotu, Žeraviny, Tasov a jiné. Z těchto vesnic zajistil roku 1502 své manželce 5000 zlatých k jejímu věnu.
Za zásluhy jeho strýce biskupa Jana Vitéze dostalo se mu roku 1506 od krále Vladislava Jagelonského i Uherského Brodu jako hradu zeměpanského. Roku 1511 koupil s přivolením krále Vladislava od pana Kuny z Kunštátu i zboží ostrožské a soustřeďuje se na budování rozsáhlého dominia, ke kterému náležely Ostroh, Louka, Hluk a Kunovice.
V době klidu zbraní dostávala obec Louka velkého rozkvětu (za pánů z Kunovic), který netrval dlouho. Jan z Kunovic, jenž padl roku 1566 v bojích s Turky, nechal vystavět kolem roku 1552 v Louce zámek. Toto sídlo vzniklo pravděpodobně přestavbou nebo přístavbou původní tvrze. Proto je také Louka na Fabriciově mapě z roku 1575 zakreslena typickými věžovitými znaky.
Již sama výstavba zámečku i fakt, že Louka byla v letech 1552 – 1564 odděleným statkem, svědčí o dobrém stavu obce, panství i panského dvora, do kterého chodili robotovat i Blatničané a Tasovjané.
Hospodářskou situaci nám přibližuje i soupis poddaných, který se na Ostrožsku konal v roce 1587 (berňová registra). Tehdy bylo v Louce 18 domů pustých. Podle správních registrů panství ostrožského z roku 1592 bylo v Louce 70 osedlých gruntů. Z tohoto dokumentu vyčteme i jména 70 tehdejších majitelů. Potom je tu zapsaný majetek panského dvora. Pánský mlýn například za rok semlel 60 měřic pšenice a 20 měřic rži.
O dalších událostech tohoto období se dozvídáme z Bartoškovy kroniky. Majitel zámku trestal své poddané: Léta 1553 pan Jan z Kunovic dal utratiti dvě ženy z Lúky, poddané své, protože jsou paní udělaly (počarovali), aby uschla , že pokutú měchy napřísti musely, což se jest Švehlová na trápení (mučení) vyznala i na druhú Pavla Bílého manželku vyzradila… Švehlová upálena byla a žena Bílého za živa zahrabána…
Od konce 15. století přibývalo v Louce nejen domů ,ale i obyvatel, rozvíjelo se i mimopolní hospodářství. Tento rozkvět nenarušily ani občasné loupeživé výpravy uherského Rafaela Podmanického kolem let 1528 – 1542 a turecký vpád roku 1599, kdy vrbovčansko-velickým průsmykem pronikli Turci až ke Strážnici , kde byli poraženi.
Úpadek, utrpení, nesmírná bída, hrůzy a mnohé týrání pro místní lid započal roku 1605 a trvalo s přestávkami více, než 100 let. Od 5. května řádili v kraji hordy uherského šlechtice Štěpána Bočkaje 9. května byla vypálena Louka spolu s Lipovem a Hlukem. Tak tomu bylo i 26. května a 9. července. V kronice stojí: Tyto hordy si počínaly hůře než zvěř. Mordovali napořád, všechny statky brali, skrze prsy protahovali, dítky o zem a stěny rozráželi, některým pak v presy hlavy svírali, až jim oči vypadávaly, jiným oči loupali, nosy a uši uřezávali, ouřední osoby stínali a na kůl dávali … bez milosti vraždili, některé zajali a svázané provazy koňmi vodili a pryč v otroctví hnali… Daleko smutnější a bolestnější události však obec Louku teprve čekaly.

## Protireformace a osvícenství (17. a 18. století)
Smutkem i nadějemi započalo 17. století, které je právem nazýváno krvavým stoletím jihovýchodní Moravy. Po vpádech Štěpána Bočkaje v roce 1605 trpěla Louka v letech 1613- 1614 vyjídáním německých a moravských vojsk, které tudy procházeli.
Krušné časy nastaly Louce i v dalších letech, neboť častá neúroda přinesla poddaným hlad, bídu a nemoci. Velmožové se naopak zabývali jinými starostmi. V jejich táboře vrcholil boj mezi zastánci katolicismu a protestantismu. Jiskra potřebná k rozpoutání bojového ohně vzplanula 23.5. 1618 pražskou defenestrací, čímž bylo zahájeno České stavovské povstání, které vedlo k třicetileté válce. Mezi 29 direktory, jenž byli pověřeni správou země, nacházíme i jméno pána Jana Bernarda z Kunovic, který byl v té době pánem obce Louka.
Po nešťastné bitvě na Bílé hoře v roce 1620 se jihovýchodní Morava i s Loukou stala průchodištěm vojsk. V kraji během století řádila vojska, oheň, epidemie, nemoci a bída. Na těchto hrůzách a vraždění se podílela vojska uherská, turecká, císařská, švédská, polští kozáci, tak i Italové a Španělé. Panství Jana Bernarda z Kunovic i s Loukou, který byl císařem odsouzen za svůj protihabsburský postoj k trestu smrti a ztrátě majetku, odkoupil v roce 1625 kníže Gundakar z Lichtenštejna.
Nový majitel Louky však nepřevzal dříve prosperující loucký statek a ves v dobrém stavu, nýbrž ve stavu úpadku, který se během let prohluboval. Během třicetileté války došlo k velkému úpadku Louky, neboť v roce 1656 bylo ze 71 gruntů plných 46 pustých. Ani vestfálský mír z roku 1648 neukončil utrpení, protože už v roce 1663 pronikly tatarsko – turecké bandy
do Louky. Všechny horňácké obce i s Loukou, mimo Novou Lhotu byly vypáleny. V kronice je poznamenáno: Lidé nad 40 roků byli posekáni, zvláště dítky a hoši zajímáni a křížem na koně házeni, do pytlů děr naděláno a hlavy zajatců jimi prostrčeny, aby zajatci mohli dýchat. Takových pytlů na tisíce bylo uděláno a oběti odvlečeni do tureckého otroctví.
Další ranou zbylému a sužovanému lidu uštědřil nový vpád vedený opět do Uher roku 1683. To Kuruci feudála Emericha Tökölyho, který vedl nové povstání proti císaři, trestali moravskou šlechtu pustošením statků, protože se k Uhrům nepřipojila. Z kroniky: Není divu, že obyvatelé prchali před vojskem a otroctvím a raději zanechávali svá hospodářství jim na pospas…role při dědinách pustla a zarůstala… Lidé žili v bídě a nouzi, chléb si pekli z otrub, slámy, kůry a různých kořínků…, jedli kopřivy a lebedu. S hladem přicházel mor. Lidé byli hladem tak zkrušení, že sebe i děti stahovali v životě, aby tolik hladu nepociťovali. Lidé bolestmi běhali po polích jako šílení, kde umírali…. K dalšímu úbytku obyvatelstva a úpadku obce přispěly též morové epidemie, které v kraji zabíjely v roce 1645 a v roce 1683, a ještě roku 1691, ze kdy pochází záznam z děkanské matriky v Uherském Hradišti: Farme totalier derti est, což volně přeloženo znamená, že ves Louka je téměř vylidněná, pustá.
Zdánlivě klidnější běh života nastal koncem 17. století, jenže ten byl znovu zastaven v únoru 1704 vpádem povstaleckých vojsk Františka Rákoziho. Od 15. února řádili v Louce Kurovci pod vedením hraběte Berscéniho. Obec byla zase vypálena, obyvatelé pobíjeni. Obyvatelstvo se proto proti Uhrům postavilo samo na odpor. Boje byli vedeny u Velké, Hluku i u Louky.
Škody způsobené Rákozciho povstáním v letech 1704 – 1705 byli obrovské. Po jeho porážce však nastal klid zbraní. Louka nebyla od té doby již podobným způsobem zpustošena. Krvavé století minulo, avšak ve vysílené obci nastala nouze, která byla v první polovině 18. století zesilována navíc náboženským útlakem.
Rekatolizační činnost neúspěšně a ojediněle zahájená ještě za třicetileté války, pokračovala intenzivněji od konce 17. století, což se počalo projevovat razantnějším postupem proti odpůrcům církve. Mezi takové nátlakové akce patřilo: vyjídání obce vojenskými oddíly (dragonády), mučení, násilné odvody, násilné dělení rodin vystěhovalectvím a jiné. Na vzpurnost a protikatolický odpor měl nepochybně silný vliv i biskup luteránské víry Daniel Krman, který od roku 1771 působil dlouhá léta na Myjavě na Slovensku. Sem také prchlo mnoho místních obyvatel, aby rekatolizaci unikli.
Pro urychlení rekatolizace byla v Louce vystavěna kaplička. Přesné datum výstavby není známo, ale předpokládá se, že byla vystavěna na počátku 18. století.
Během let tak postupně nekatolíků ubývalo. Kromě výše uváděného útlaku náboženského a soudního byl kraj v 18. století několikrát postižen morovou epidemií a menšími pohraničními spory. Od 50. let 18. století nastal obrat k lepšímu. Zlepšení hospodářské situace v Louce je vidět i na přibývajícím počtu domů, takže ke konci první poloviny 18. století se v obci Louka nachází jeden půlláník, 52 čtvrtláníků a 8 menších usedlostí. Během století tj. od roku 1656 tak počet usedlostí vzrostl o 36 domů.
Podmínky se zlepšily, ale vrchnost stále vymáhala od sedláků robotu a ostatní poddanské povinnosti. I přes tyto zápory dochází za panování Marie Terezie (1740-1780) a jejího syna Josefa II. (1780-1790) k určitému uklidnění a rozvoji obce a k zvyšování počtu obyvatel.

## Od osvícenských reforem do roku 1848
V minulých stoletích se během neustávajících konfliktů prokazovalo, že rakouská monarchie není schopna skutečně účinně a rychle potlačit jakoukoliv rebelii. To se týkalo hlavně nájezdům do pohraničních oblastí, především Moravy, která trpěla nejvíce vpády z Uher. Oproti například Francii nebo Británie zaostávala monarchie jako v průmyslové, tak v zemědělské oblasti.
Začátek 18. století je vyplněn nejrůznějšími drobnými konflikty, které daňově zatěžovaly především nejbohatší části monarchie, jimiž byly země koruny České. To si prakticky vynucovalo celou reformu státní správy, daňového systému, soudnictví i školství.
Mezi řadou reforem, ke kterým v této době došlo vyniká daňová reforma, k jejímž základům patří vytvoření tzv. tereziánského katastru, který byl po reformě používán až do roku 1820. Dalšími důležitými reformními kroky byla reforma soudnictví nebo zavedení povinné školní docházky.
Vrcholem reforem osvícenského absolutismu byla vláda Josefa II. Hned v druhém roce jeho vlády, v roce 1781, vydal toleranční patent. Dalším krokem bylo zrušení nevolnictví (ne však roboty, čímž poddaní získali osobní svobodu, mohli bez omezení uzavírat manželství, zlepšené bylo i postavení sirotků.
Francouzská revoluce z roku 1789 a následující napoleonské války se opět dotkly tehdejších obyvatel. Tíživé byly nejen daně, ale především násilné odvody do stálého vojska. Roku 1805 prošlo krajem ruské vojsko, roku 1809 rakouské. Velkou ranou byla epidemie cholery v letech 1831 – 1835, donesené ze Slovenska. Ani sanitární kordón nezabránil dalšímu šíření choroby. V Louce propukávala v několika vlnách a vynutila si zřízení nových hřbitovů, které byly více vzdáleny od centra vesnice, aby byla omezena možnost šíření choroby.

## Od roku 1848 po konec I. světové války
Teprve na přelomu 18. a 19. století se na jihovýchodní Moravě završil mnohasetletý proces ustavování systémů feudálních panství, a to jak podle jejich počtu, tak i jejich tvaru a rozloze. V roce 1800 byl na Slovácku počet panství stabilizován na 49 panství a jejich počet i podoba trvaly až do roku 1848.
Dne 7. září 1848 se donesla do Louky zpráva o zrušení roboty. Kromě roboty padly i poslední pozůstatky poddanství: Soudní pravomoc vrchnosti a příkaz poslušnosti, odvádění desátků a činží. Politické a revoluční převraty se však příliš tohoto kraje nedotýkaly a pravděpodobně jim ani lidé nebyli nijak nakloněni. V září roku 1848 procházela Loukou vojenská výprava dobrovolníků vedených Hurbanem, aby ve prospěch Slováků bojovala proti maďarskému povstání. Ta však byla brzy vytlačena zpět na Moravu. Místní obyvatelé byli chudí a neinformovaní o politických cílech Slováků nebo Maďarů.
Dne 28. června 1914 byl zavražděn v Sarajevu následník trůnu František Ferdinand d'Este. 4. srpna naverbovali v Louce 56 dospělých mužů, další následovali 24. srpna. Tyto odvody mladých mužů značně dopadly na místní hospodářství, protože v době mobilizace byly zrovna žně.
Když vypukla válka, bylo nutné přejít k válečnému hospodářství. To se brzy dotklo i obce, když byl organizován sběr starých kovů. Zprvu byl dobrovolný se ziskem 27 kg mosazi, 10 kg mědi a 2 kg cínu. Jenže toto množství nestačilo, a tak přišel na řadu výběr násilný. Nejdříve se sbíraly kotle a hmoždíře, později přišly na řadu zvony. Například v Lipově zůstal ze tří zvonů pouze jeden. O svůj zvon měla přijít i zvonice v Louce, ale starosta obce Martin Frola komis obměkčil máslem, moukou a jinými tehdy vzácnými věcmi, zvon ponechán. Ve druhém roce války totiž byl značný nedostatek potravin, který se začal dotýkat i bohatších vrstev. Úřady proto začaly provádět za vojenské asistence rekvizice (zabavování) potravin. Než se však dostaly do měst, jejich cena vlivem překupníků značně vzrostla.
Důsledkem velkých ztrát na bojišti bylo postupné rukování i starších mužů do 50 let. Nakonec šli do války i nedospělí mladíci ve věku 17 let. V důsledku toho se začala vytrácet kázeň a mnoho zběhů se skrývalo i v okolních lesích a polích. Nicméně v té době už se válka chýlila ke konci.

## Vznik Československa. První republika. II. světová válka
Kruté časy válečné skončily 28. října 1918, kdy vzniklo Československo. Ve válce padlo nebo bylo nezvěstných 22 mužů z obce.
Roku 1919 proběhly první obecní volby podle nových zákonů nového samostatného státu. V roce 1921 probíhal v obci soupis obyvatelstva, při kterém bylo zjištěno celkem 1085 obyvatel (539 mužů a 546 žen). V tomtéž roce byly v Louce založeny organizace Orel a Sokol.
V červnu roku 1924 se začala v obci stavět železniční trať z Veselí nad Moravou – Nové Mesto nad Váhom, která zlepšila dopravní spojení a přiblížila kraj i obec modernímu světu. V roce 1927 bylo vyhlášeno výběrové řízení na stavbu obecního domu.
V roce 1933 byl postaven pomník 22 obětem války. 16. března 1939 přijela do obce Louka německá vojska a začala okupace. Jednou z mála kladných zpráv z té doby bylo provedení elektrifikace v roce 1943. 3. března 1943 byli odvezeni z obce Louky všichni cikáni. 1. dubna 1945 začala ustupovat německá vojska. Z noci 12. a 13. dubna začalo dělostřelecké ostřelování Louky. 25. dubna se začala stahovat německá vojska směrem na Blatničku. 27. dubna 1945 byla Louka osvobozena rumunskou armádou. Škody byly vyčísleny na 4 500 000 Kčs. Během okupace bylo gestapem zatčeno několik místních obyvatel za nelegální činnost, první už v roce 1940. Také jediná židovka, která v obci žila byla deportována a už se nikdy nevrátila. Tři místní vysokoškoláci v Praze byli zatčeni, vězněni a převychováváni v Sachsenhausenu, ostatní museli přerušit studia. Velkou obětí bylo také zabavení místního zvonu pocházejícího z roku 1715.

## Od konce války po současnost
10. srpna 1945 byl schválen pětiletý plán na vybudování a povznesení obce, podaný místní organizací KSČ. Počítal s většinou samozřejmých věcí, jakými byla obnova železničního viaduktu, poničeného válkou, vybudování kanalizace a dalšími aktivitami, plánovanými už před válkou. Jediná věc, která se do programu nedostala, byla výstavba kostela, se kterou se taktéž před válkou počítalo.
V roce 1946 se konaly volby do Národního shromáždění, které vedly k posílení KSČ, nicméně v tradičně katolickém kraji je vyhrála Československá strana lidová.
V rámci provedené správní reformy byla obec, dlouho patřící k Uherskému Ostrohu, přičleněna spolu s dalšími horňáckými obcemi k nově vzniklému okresu Veselí nad Moravou.
Únorové události s uchopením moci komunisty vynesl do vedoucích pozic členy této strany i v Louce. Ti prostřednictvím akčních výborů Národní fronty ovládli Místní národní výbor. V letech 1948 – 1949 byla v obci Louka postavena kanalizace. V roce 1950 bylo také poprvé založeno Jednotné zemědělské družstvo, které dostalo do vínku budovy a majetek bývalého statku a Ovocnářského družstva i s pálenicí. Nicméně moc se mu nedařilo, protože jeho členy byly spíše než rolnící dělníci zaměstnaní mimo obec, nebo jejich manželky. Téhož roku také zakázaly úřady tradiční oslavy fašanku, čímž pobouřily místní obyvatelstvo natolik, že přišlo ke srocování lidí, hlavně starších, kteří obvyklý průvod vesnicí vykonali. Jak jsou naši občané tvrdohlaví, umínění a jak lpí na starých vžitých obyčejích svědčí okolnost, že tuto okolnost prováděli i občané staří, vážní a usedlí, kteří snad ani v životě do hospody nevkročili! K udržení pořádku byla povolána i SNB, avšak fašanek minul klidně a nebylo důvodu k zákroku.
Velké oslavy byly v roce 1955 věnovány 10. výročí osvobození Československa. Nicméně v obci panovala nechuť do organizovaných oslav a sešněrování společenského života se projevilo i úpadkem sportovních aktivit. Sokol nevyvíjel téměř žádnou činnost a zájem nebyl ani o nácvik spartakiády. Také bylo už podruhé založeno JZD a téhož roku se poprvé objevila mandelinka bramborová.
V roce 1956 ovšem v JZD hospodařilo stále pouze 19 obyvatel obce, mezi nimi např. dělníci, ředitel školy nebo tajemník MNV, ovšem na rozdíl od soukromých rolníků poprvé použilo kombajny. I tak se ale soukromníkům dařilo stále dobře. V obci byla v tomto roce už jen jediný politická strana - KSČ.
Od roku 1957 se zvyšoval nátlak na rolníky, aby vstoupili do JZD. Navyšovány byly povinné odvody státu, které nesplnili tři místní rolníci. Těm stát provedl tzv. likvidaci hospodářství, což se neobešlo bez protestů a případ se dostal až k soudu. V tomto roce zaniklo v Louce také poslední řemeslo, jímž bylo kolářství Jana Jagoše. Ovšem návštěvy kostela nebo výuk náboženství zůstávali akcemi takřka hromadnými.
Do roku 1959 podlehli nátlaku na vstup do JZD všichni místní zemědělci. Většina z nich vstoupila a jejich půda tak rozmnožila pozemky družstva. Takto rozrostené JZD začalo stavět novou „farmu“ v lokalitě Dolní Šraňky. Tohoto roku se také přestalo mlít ve znárodněném mlýně. V obci panovaly velmi špatné společenské poměry, lidé si navzájem nevěřili a ani obvyklé taneční zábavy se nekonaly.
V souvislosti s novou ústavou a přejmenováním Československa byla provedena i nová reforma správního členění země. Byl zrušen Gottwaldovský kraj a také okres Veselí nad Moravou. Louka se stala součástí okresu Hodonín a ten součástí nově zřízeného jihomoravského kraje se sídlem v Brně.
Rok 1968 byl už v jiném duchu. Naděje vzbudil nástup Alexandra Dubčeka do vedení KSČ, životní úroveň obyvatel se zvyšovala a JZD také prosperovalo. Obyvatelé obce se zase začali zajímat o veřejné dění. Velký šok pro obec bylo obsazení Československa armádami Varšavské smlouvy 21. srpna 1968. Od čtvrté ranní projížděly obcí kolony vojáků, které místní přirovnávali ke kolonám německých vojáků v roce 1939. Postupující normalizace už v obci výrazné události nepřinesla.
Revoluční rok 1989 byl přijímán většinou pozitivně. Uvolnění poměrů místní obyvatelé většinou přivítali, o to větší rozčarování se dostavilo, když byla v roce 1993 republika rozdělena. Mnoho místních obyvatel mělo totiž na Slovensko značné vazby. Po roce 1994 byla obec plynofikovaná a byl zaveden vodovod. V roce 1997 byla v obci zřízena pošta Louka nad Veličkou 69676 a zdravotní středisko. Nicméně polovina 90. let znamenala i problémy se zaměstnaností. Krachy velkých podniků v okolí a masivní propouštění vedly k nárůstu nezaměstnanosti nejen v obci, která zůstává vysoká dodnes.
V roce 1997 byla v obci znovu obnovena myšlenka na stavbu kostela, a proto se v obci konal dotazníkový průzkum, který zjistil zájem většiny obyvatel v Louce. Koncem roku 1997 vznikla nadace pro výstavbu kostela. 1. března 1999 byly zahájeny stavební práce na staveništi vedle samoobsluhy. Kvůli kostelu byla zbourána hasičská zbrojnice a zařízení si k sobě uschovali obyvatelé Louky. 4. prosince byl kostel zasvěcen Panně Marii Růžencové arcibiskupem Janem Graubnerem. Louka má 353 domů a 1100 obyvatel.
V obci Louka se po roce 1989 hodně rozvinuly služby. Kromě již zmiňované pošty, zdravotního střediska a samoobsluhy, která byla postavena dříve, jsou v obci 2 hostince, 3 obchody s potravinami, elektroprodejna, průmyslové zboží a obchod s papírem, hračkami a drogerií. V obci působí například zemědělská a.s. AGROLIP i s přidruženou výrobou, dřevařské družstvo Herus, a.s.; 2G, a.s. pro výrobu přikrývek a polštářů z ovčí vlny a řada menších firem, které se převážně zabývají řemeslnou výrobou.